# Gdyniai repülőtér
A Gdyniai repülőtér (IATA: QYD, ICAO: EPOK) Lengyelország egyik nemzetközi repülőtere, amely Gdynia közelében található. 
A repülőtér korábban katonai repülőtér volt és csak később alakították át a civil repüléshez. Gdynia közelében ez lesz a második repülőtér, a város fő reptere ugyanis a Gdańsk Lech Wałęsa repülőtér.

## Futópályák
A repülőtér futópályái:
- 13/31

## Forgalom
Az utasforgalom az elmúlt években az alábbi módon változott: